# Benaoján
Benaoján là một đô thị trong tỉnh Málaga, cộng đồng tự trị Andalusia, Tây Ban Nha. Đô thị này có diện tích là 32 kilômét vuông, dân số năm 2018 là 1.488 người với mật độ 47 người/km². Đô thị này có cự ly 116 km so với tỉnh lỵ Málaga.